# Siruma
Siruma è una municipalità di quinta classe delle Filippine, situata nella Provincia di Camarines Sur, nella Regione del Bicol.
Siruma è formata da 22 baranggay:
- Bagong Sirang
- Bahao
- Boboan
- Butawanan
- Cabugao
- Fundado
- Homestead
- La Purisima
- Mabuhay
- Malaconini
- Matandang Siruma
- Nalayahan
- Pamintan-Bantilan
- Pinitan
- Poblacion
- Salvacion
- San Andres
- San Ramon (Daldagon)
- Sulpa
- Tandoc
- Tongo-Bantigue
- Vito